# Birgitta Rudberg
Birgitta Rudberg, född 11 februari 1929 i Trollhättan, död 9 september 2014 i Uppsala domkyrkoförsamling, Uppsala, var en svensk författare och lektor i pedagogik och psykologi vid Lärarhögskolan i Stockholm.
Birgitta Rudberg var dotter till biskop Yngve Rudberg och Margit, född Hemberg, sondotter till kontraktsprosten August Rudberg, dotterdotter till kontraktsprosten Johan Hemberg samt syster till filologen Stig Rudberg och viceamiralen Per Rudberg.